# Julien Bobroff
Cet article possède des paronymes, voir Bobrov (homonymie) et Bobrof.
Julien Bobroff, né le 8 septembre 1971 à Suresnes, est un physicien et vulgarisateur scientifique français spécialisé dans la supraconductivité, le magnétisme, la physique quantique et la physique de la matière condensée. Il est par ailleurs professeur à l'université Paris-Saclay et a fondé en 2013 en compagnie de Frédéric Bouquet le groupe de recherche « La Physique autrement » au Laboratoire de physique des solides de l'université Paris-Saclay et du CNRS, dont l'objet est de travailler à de nouvelles façons de présenter au public la physique et la recherche.

## Biographie

### Carrière

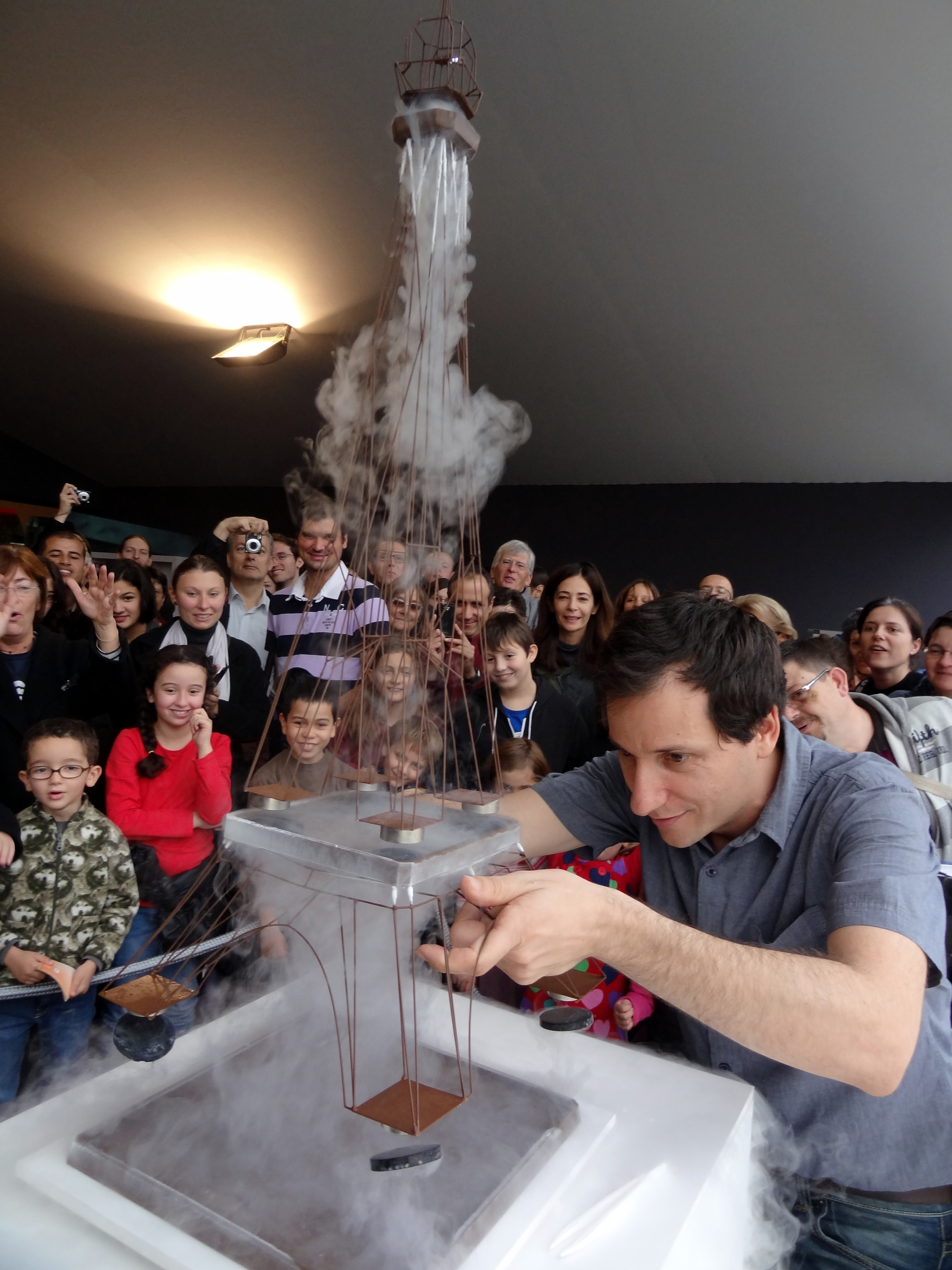
Julien Bobroff présente une maquette de Tour Eiffel en lévitation grâce à la supraconductivité en 2011 à Paris.

Julien Bobroff soutient en 1997 une thèse à l'université Paris-Sud intitulée « Étude par RMN des corrélations magnétiques dans les supraconducteurs à haute température critique : effet des impuretés ». Il devient maître de conférences l'année suivante, et en 2004, il est habilité à diriger des recherches. Il est professeur depuis 2007. 
Dans son équipe de recherche "La Physique Autrement", il conçoit avec des designers des projets de vulgarisation innovants, comme l'exposé "bifurcations quantiques", les 61 manières de mesurer la hauteur d’un bâtiment avec un smartphone ou la Tour Eiffel en lévitation .
Depuis 2022, il publie des vidéos de vulgarisation sur les réseaux sociaux.

### Prises de position
Pendant la campagne des élections législatives françaises de 2024, Bobroff publie une vidéo dans laquelle il appelle « très clairement à voter contre le Rassemblement national ».

## Prix et distinctions
- 2011 : Prix Jean-Perrin de la Société française de physique
- 2011 : Prix ARCES (association des responsables de communication de l’enseignement supérieur) pour ses actions de vulgarisation lors de l'année de la supraconductivité
- 2015 : Prix « Le goût des sciences » dans la catégorie « Les chercheurs communiquent »[5]
- 2022 : Médaille de la médiation scientifique du CNRS[6]
- 2023 : Prix Roberval catégorie grand public pour le livre Bienvenue dans la nouvelle révolution quantique
- 2025 : Prix Cosmos des lycéens[7] pour le livre La physique de l'extrême

## Publications
- Julien Bobroff (ill. Marine Joumard), Mon grand mécano quantique, Flammarion, 2019, 160 p. (ISBN 978-2-08-144714-1 et 2-08-144714-2).
- Chapitre « La quantique, au cœur de la matière » dans : Collectif, Les grandes épopées qui ont fait la science, Flammarion, 2018, 288 p. (ISBN 978-2-08-143359-5 et 2-08-143359-1).
- Julien Bobroff, La quantique autrement (Garanti sans équation !), Flammarion, 2020, 256 p. (ISBN 978-2-08-151886-5 et 2-08-151886-4).
- Julien Bobroff, Bienvenue dans la nouvelle révolution quantique, Flammarion, 5 octobre 2022, 338 p. (ISBN 978-2-0802-7040-5).[8].
- Julien Bobroff, La physique de l'extrême, Albin Michel, 2024, 208 p. (ISBN 978-2-22-649001-8 et 2-22-649001-9).